# Zhanna Friske
Zhanna Vladimirovna Kopylova (Жа́нна Владимировна Копылова) (8 tháng 7 năm 1974 – 15 tháng 6 năm 2015) là nữ ca sĩ, diễn viên và người mẫu của Nga.

## Tiểu sử
Học trường trung học 406 quận Perovo Moskva, tham gia tích cực phong trào của trường.
Từ nhỏ đã tập bale, nhảy thể thao, nhào lộn, thể dục nghệ thuật. Học trong phân khoa đồng ca của Học viện văn hóa Moskva, sau đó trong phân khoa thường xuyên khoa báo chí Đại học Quốc gia Moskva, nhưng không tốt nghiệp cả hai. Đã làm điều hành bán hàng trong hãng chuyên buôn bán bàn ghế văn phòng.
Năm 1996 bắt đầu sự nghiệp ca sĩ trong nhóm nhạc nổi tiếng "Blestyashchie". Làm trong nhóm, Zhanna đạt được sự nổi tiếng trong cũng như ngoài nước Nga. Trong thới gian làm việc trong nhóm, "Blestyashchie" cùng với Zhanna đã ghi 4 đĩa đơn và cho ra 3 chương trình độc diễn dành cho những người hâm mộ. Năm 2003 tham gia show thực tế "Anh hùng cuối cùng-4", trong đó đã đi đến chung kết. Ngay sau khi quay về từ đảo, nơi quay phim, Friske thông báo việc rời nhóm và việc bắt đầu sự nghiệp đơn ca. Năm 2005 Zhanna lại tham gia trong show thực tế "Anh hùng cuối cùng", lần này trong phần 5. 4 tháng 10 năm 2005 album đơn ca đầu tiên của ca sĩ ra đời, tên gọi "Zhanna". Vài bài hát từ album đã được dựng videoclip.
Năm 2004 phim đầu tiên có sự tham gia của cô ra đời, dựng phim tiểu thuyết hoang đường của Sergey Lukyanenko "Tuần tra đêm", nơi Zhanna đóng vai quỷ cái Alisa Donnikova, người tình của антагониста Zavulon. Mặc dù trong phim phần lớn cảnh có sự tham gia của cô bị cắt (cụ thể là các cảnh yêu đương), trong phần tiếp theo của nó ("Tuần tra ngày") Friske tiếp tục được thử thách trong vai quan trọng này, ngoài ra, quỷ cái Alisa trong diễn xuất đã trang trí cho áp phích của phim. Lưu ý rằng nhiều cảnh trong các phim (trong đó không nằm trong các bản cuối cùng) Friske tự diễn phần nhiều do hình thể đẹp. Đồng thời với việc tham gia trong các "Tuần tra" Zhanna thử thách trong các vai trong các phim truyền hình dài tập "Vú nuôi" và "Nỗi buồn nhân lên".
Zhanna Friske đã được chụp ảnh cho các tạp chí, trong đó có Penthouse, Maxim và Elle. Cô là nhân vật chính trong các thời sự thường ngày — về các cuộc tình của cô với Sergey Amoralov, ca sĩ của nhóm "Những tên bịp bất trị", Mitya Fomin từ nhóm "Hi-Fi" và với thương gia vô danh, các báo lá cải và vô số hãng tin Internet thường xuyên đề cập, mặc dù tự Zhanna giữ cuộc sống riêng của mình ngoài tầm nhìn của các nhà báo. Tuy nhiên vẻ ngoài, các phiêu lưu tình ái và cách ăn mặc có phần hở hang của cô đã tạo sự chú ý thường xuyên của các phương tiện truyền thông đại chúng và vị trí của người nổi tiếng.
Năm 2006 ca sĩ trở thành gương mặt của công ty Nhật ORIENT WATCH.
Vào ngày 15 tháng 6 năm 2015, Friske qua đời ở tuổi 40 sau nhiều năm chiến đấu với căn bệnh ung thư não.

## Phim
- 2004 – Tuần tra đêm – quỷ cái Alisa Donnikova
- 2005 – Tuần tra ngày – quỷ cái Alisa Donnikova
- 2008 – Cần sắc đẹp – Zhanna Friske

## Đĩa
- 2005 — "Zhanna" - gồm 14 bài (trong đó bài "La-la-la" và 2 remix của nó; bài "Bạn đừng đóng trái tim mình" và 2 remix của nó) và 3 clip: "La-la-la" + remix và "Nơi nao vào hè"

## Đĩa đơn
- 2004 — "La-la-la"
- 2005 — "Nơi nao vào hè"
- 2006 — "Mẹ Maria" + hợp tác với Timati
- 2007 — "Tôi đã ở"
- 2008 — "Zhanna Friske"

## Liên kết
- Trang chính thức của Zhanna Friske